# Шиши (Усольский район)
Шиши — деревня в Пермском крае России. Входит в Березниковский городской округ в рамках организации местного самоуправления и в Усольский район в рамках административно-территориального устройства края.

## Географическое положение
Деревня примыкает с запада к посёлку Железнодорожный.
Климат
Климат умеренно континентальный с суровой продолжительной зимой и тёплым коротким летом. Самый холодный месяц — январь со среднемесячной температурой (−15,7 °C), самый тёплый — июль со среднемесячной температурой (+17,4 °C). Продолжительность безморозного периода в среднем составляет 114 дней. Общее число дней с положительной температурой 190. Последний весенний заморозок в среднем наблюдается в конце мая, а первый осенний — в конце второй декады сентября. Среднегодовая температура воздуха по данным города Березники 0,9 °C.

## История
С 2004 до 2018 года деревня входила в Троицкое сельское поселение Усольского муниципального района, с 2018 года включена в Троицкий территориальный отдел Березниковского городского округа.

## Население
| 2010 |
| ---- |
| 32   |

Постоянное население деревни 29 человек (русские 83 %) в 2002 году, 32 человек в 2010.